# 376-я стрелковая дивизия
376-я стрелковая Кузбасско-Псковская Краснознамённая дивизия — военное формирование Вооружённых сил СССР в Великой Отечественной войне. В составе действующей армии со 18 декабря 1941 по 9 мая 1945 года.

## История
Дивизия формировалась с 23 августа 1941 года в Кузбассе, штаб дивизии находился в Кемерове, подразделения формировались в Кемерове 
, под руководством Ивлева Тимура, Сталинске, Прокопьевске, Ленинске-Кузнецком. Военным советом Сибирского военного округа дивизии было присвоено наименование «Кузбасская»; полкам также были присвоены наименования
10 ноября 1941 года, имея в наличии около 90 % личного состава (9855 человек), дивизия отправлена в Шексну, где доукомплектовывалась и вооружалась. На 28 ноября 1941 года дивизия так и оставалась неукомплектованной вооружением. Из положенного по штату в дивизии было винтовок — 88 %, пистолетов и револьверов — 2,6 %, ручных пулемётов — 4,6 %, 50-мм миномётов — 7 %; 82-мм миномётов — 2,6 %, противогазов — 8,9 %. Остального вооружения и боевого имущества в дивизии почти не имелось, автотранспортом дивизия укомплектована не была.

## Боевой путь
29 декабря 1941 года дивизия прибыла на Волховский фронт, не будучи полностью укомплектована вооружением. Так, ручных пулемётов имелось только 8,3 % от положенных по штату, станковых пулемётов 4,6 %, миномётов не было вообще, не хватало автоматов и средств связи. Артиллерийский полк к 24 декабря 1941 года вообще не имел орудий, да и не смог прибыть вовремя ввиду нехватки транспорта (получил орудия и средства управления только на станции выгрузки, а панорамы уже тогда, когда дивизия второй день вела бои и сам вступил в бой только двумя неделями позже).
В ночь на 30 декабря 1941 года дивизия приняла первый бой, наступая через Волхов на Чудово, с задачей взять деревни Пехово и Пертечно, затем взять Чудово, и наступать вдоль Ленинградского шоссе на Любань. Вместе с дивизией наступала 166-й отдельный танковый батальон. Дивизия сумела захватить плацдарм, однако удержать его не смогла и откатилась на восточный берег реки. В течение четырёх дней дивизия пытается штурмовать вражеские позиции, потеряв до 50 % личного состава, а 1252-й стрелковый полк — до 80 %. 7 января 1942 года восстановила небольшой плацдарм и течение нескольких дней удерживает его, но вновь теряет и в дальнейшем, вплоть до 24 января 1942 года безуспешно пытается форсировать Волхов, захватить и расширить плацдарм. На 1 января 1942 года в дивизии насчитывалось 10530 человек.
24 января 1942 года дивизия снята с позиций и после пополнения, маршем отправилась в район Киришей, где до конца февраля 1942 года в составе 4-й армии ведёт бои, пытаясь уничтожить немецкий плацдарм. На 1 февраля 1942 года в дивизии насчитывалось 3190 человек, на 1 марта 1942 года 3310 человек. В марте дивизия была вновь пополнена и по приказу командования фронтом начала переброску за 150 километров к Мясному Бору, где сложилась угрожающая ситуация в горловине прорыва. Однако вовремя дивизия прибыть не смогла: 19 марта 1942 года противник сумел захлопнуть горловину и перерезать коммуникации 2-й ударной армии.
Дивизия подошла к Мясному Бору только 23 марта 1942 года и 24 марта 1942 года вступила в бой при поддержке 193-го отдельного танкового батальона. Соединению удалось пройти с боем более 4 километров и установить связь с окружёнными войсками 2-й ударной армии, однако вскоре коридор был вновь перерезан, и большая часть дивизии осталась внутри кольца. В ночь на 25 марта 1942 года внезапной атакой частям дивизии удалось пробиться к своим и в этот день дивизия, усиленная курсами младших лейтенантов и ротой автоматчиков, вновь переходит в наступление и вновь пробивает узкий коридор к частям 2-й ударной армии, который 26 марта 1942 года снова был закрыт. Дивизия в непрерывных боях несёт огромные потери, постоянно пополняясь, и к вечеру 28 марта 1942 года ей удалось наконец пробиться к 382-й стрелковой дивизии, восстановив коммуникации 2-й ударной армии. К тому времени дивизия по количеству личного состава не превышала и батальона, была пополнена и на 1 апреля 1942 года в дивизии было 3960 человек. В этих боях дивизия захватила 30 пулемётов, 12 орудий, 11 миномётов, 200 винтовок, 200 тысяч патронов, около 4 тысяч снарядов и мин.
В первой декаде апреля 1942 года дивизия, вместе с 58-й стрелковой бригадой пытается расширить коридор в направлении на юг, однако без успеха. 13 апреля 1942 года дивизия передала свою полосу 305-й стрелковой дивизии, и будучи подчинённой 59-й армии, перешла на северный фас коридора и до начала мая 1942 года дивизия охраняет так называемую, Северную дорогу. 1248-й стрелковый полк расположился между реками Полисть и Глушица фронтом на север, а остальные части дивизии сосредоточились ближе к шоссе, за Северной дорогой, в 2 километрах северо-западнее Мясного Бора. На 1 мая 1942 года в дивизии было 6968 человек.
В начале мая 1942 года дивизия была снята с позиций и совершает попытку пробить новый коридор ко 2-й ударной армии в районе деревни Мостки несколько южнее Спасской Полисти. Но противник обошёл фланги дивизии и снова перерезал существующий коридор, который был быстро восстановлен. Дивизия продолжала бои, 10 мая 1942 года до соединения с войсками 2-й ударной в районе Мостков оставалось около километра, но противник нанёс удар и окружил передовой 1248-й стрелковый полк. Ударом сводного отряда кольцо окружения было прорвано, полк вышел к своим и дивизия 14 мая 1942 года была несколько отведена, вновь встав на прикрытие узкоколейки и Северной дороги. Затем дивизия возобновила наступление севернее Мостков и в течение двух недель вела тяжёлые бои, ежедневно отвоёвывая 200—250 метров болот и вышла на рубеж ручья Горевой, впадающего в Полисть. На 1 июня 1942 года в дивизии было 4580 человек.
К концу июня 1942 года в дивизии оставалось только 1256 человек личного состава. Дивизия находится на отвоёванном плацдарме на Волхове (всё, чего территориально удалось добиться советским войскам в ходе Любанской операции) до августа 1942 года. На 1 августа 1942 года в дивизии осталось 2601 человек. Всего за время боёв на Волхове дивизия потеряла до 15 000 человек личного состава, четырежды пополняясь за первое полугодие 1942 года.
В августе 1942 года дивизия была снята с плацдарма, пополнена и к 21 сентября 1942 года (без одного полка) переброшена на Чёрную речку, в район Гайтолово (на подступы к Синявино), где участвует в завершающей стадииСинявинской операции.
В ноябре 1942 года дивизия отведена на пополнение, укомплектование и подготовку к Операции по прорыву блокады Ленинграда в село Шум
С 12 января 1943 года наступает в первом эшелоне на самом крайнем фланге 2-й ударной армии, при поддержке 185-й танковой бригады, действует между Гайтолово и рощей «Круглая» близ Гонтовой Липки, в первый день наступления успеха не достигла. На второй день в полосе наступления дивизии в бой была введена 71-я стрелковая дивизия, однако и она не смогла взять крупный узел обороны севернее Гайтолово. Таким образом, к концу операции, дивизия фактически осталась на прежних рубежах, однако развернувшись по фронту уже не на восток, а на юго-восток, где и находится в обороне до августа 1943 года.
23 августа 1943 года дивизия была переброшена под Колпино и заняла оборону на южных подступах к Ленинграду, по реке Ижоре, где находится до января 1944 года. В ходе Ленинградско-Новгородской операции дивизия перешла в наступление только 25 января 1944 года, за первый день наступления части дивизии освободили 14 населённых пунктов, оставленных противником и к концу января дивизия сосредоточилась в районе Пушкина. В феврале 1944 года дивизия преследует отступающего противника по направлению к Пскову.
В ходе Псковско-Островской операции дивизии предстояло овладеть северным районом города Запсковьем, выйти на Великую севернее Кремля, форсировать реку, захватить плацдарм на западном берегу и подготовить его для развертывания дальнейшего наступления в сторону Эстонии.
22 июля 1944 года прорвал оборону противника и перешёл в наступление 1252-й стрелковый полк, а через 15 минут после него перешёл в наступление и 1248-й полк, занимавший позиции восточнее Псковского озера. В полдень, введённый вторым эшелоном 1250-й стрелковый полк уже завязал бой на северной окраине Пскова. В 15.00 22 июля 1944 года полки дивизии вышли на правый берег реки Великой везде от Псковского озера до устья Псковы и дивизия форсировала реку на исходе ночи с 22 на 23 июля 1944 года, захватила плацдармы и выбила противника из города.
В ходе Тартуской операции наступает в направлении Выру—Валга.
С 18 сентября 1944 года перешла в наступление в ходе Рижской операции с плацдарма на реке Вяйке-Эмайыги с задачей наступления на южную окраину города Валка с целью ударом на Селин отрезать пути отхода противника на юг, создавая угрозу его окружения в городе.. 19 сентября 1944 года дивизия, наступая с востока вдоль реки Педеле и железной дороги, овладела юго-восточной частью города Валга. Продолжив наступление, дивизия 24 сентября 1944 года освободила Стренчи и с тяжёлыми боями продвигалась к Риге через район Валмиеры
К 12 октября 1944 года дивизия подошла к восточному берегу Кишэзерса южнее Яунциемса. В ночь на 13 октября 1944 года двумя ротами на амфибиях форсировала озеро и вошла в населённый пункт Межапарк, а вслед за передовыми ротами переправились остальные части и дивизия вышла к Саркандаугаве, где получила приказ закрепиться. После освобождение Риги 13 октября 1944 года дивизия продолжила наступление на Юрмалу, 16-17 октября 1944 года ведёт тяжёлые бои на перешейке между Рижским заливом и озером Бабитес, наступает по берегу озера, южнее реки Лиелупе, 18 октября 1944 года принимает участие в освобождении Кемери.
Продолжила наступление в направлении Тукумса, где вела бои с Курляндской группировкой противника до конца войны. 9 мая 1945 года дивизия встретила в Кандаве.
За время войны в дивизии было награждено 8265 солдат и офицеров.
В сентябре 1945 года дивизия была переформирована в 48-ю отдельную стрелковую бригаду, 23 июля 1949 года обратно в 376-ю уже горнострелковую дивизию, 30 апреля 1955 года переименована в 71-ю горнострелковую дивизию, в марте 1958 года переформирована в 427-й отдельный горнострелковый полк, в 1955 году — в 71-ю мотострелковую дивизию, в 1962 году дивизия переформирована в 34-й отдельный мотострелковый батальон, 13 мая 1966 года батальон переформирован в 860-й отдельный мотострелковый полк, отличившийся в Афганистане и расформированный 25 августа 1988 года.

## Состав
- 1248-й стрелковый Кемеровский полк
- 1250-й стрелковый Прокопьевский Краснознамённый[7] полк
- 1252-й стрелковый Пролетарский полк
- 943-й артиллерийский Ленинск-Кузнецкий полк
- 383-й отдельный истребительно-противотанковый дивизион
- 442-я отдельная разведывательная рота
- 660-й сапёрный батальон
- 762-й (831-й) отдельный батальон связи (524-я отдельная рота связи)
- 465-й медико-санитарный батальон
- 458-я отдельная рота химической защиты
- 495-я автотранспортная рота
- 234-я полевая хлебопекарня
- 803-й дивизионный ветеринарный лазарет
- 1428-я полевая почтовая станция
- 751-я полевая касса Госбанка

## Подчинение
| Дата            | Фронт (округ)                                              | Армия             | Корпус (группа)                   | Примечания |
| --------------- | ---------------------------------------------------------- | ----------------- | --------------------------------- | ---------- |
| 01.09.1941 года | Сибирский военный округ                                    | -                 | -                                 | -          |
| 01.10.1941 года | Сибирский военный округ                                    | -                 | -                                 | -          |
| 01.11.1941 года | Сибирский военный округ                                    | -                 | -                                 | -          |
| 01.12.1941 года | Резерв Ставки ВГК                                          | 59-я армия        | -                                 | -          |
| 01.01.1942 года | Волховский фронт                                           | 59-я армия        | -                                 | -          |
| 01.02.1942 года | Волховский фронт                                           | 4-я армия         | -                                 | -          |
| 01.03.1942 года | Волховский фронт                                           | 4-я армия         | -                                 | -          |
| 01.04.1942 года | Волховский фронт                                           | 52-я армия        | -                                 | -          |
| 01.05.1942 года | Ленинградский фронт (Группа войск Волховского направления) | 59-я армия        | -                                 | -          |
| 01.06.1942 года | Ленинградский фронт (Волховская группа войск)              | 59-я армия        | -                                 | -          |
| 01.07.1942 года | Волховский фронт                                           | 59-я армия        | -                                 | -          |
| 01.08.1942 года | Волховский фронт                                           | 59-я армия        | -                                 | -          |
| 01.09.1942 года | Волховский фронт                                           | 59-я армия        | -                                 | -          |
| 01.10.1942 года | Волховский фронт                                           | 2-я ударная армия | 6-й гвардейский стрелковый корпус | -          |
| 01.11.1942 года | Волховский фронт                                           | 2-я ударная армия | -                                 | -          |
| 01.12.1942 года | Волховский фронт                                           | 2-я ударная армия | -                                 | -          |
| 01.01.1943 года | Волховский фронт                                           | 2-я ударная армия | -                                 | -          |
| 01.02.1943 года | Волховский фронт                                           | 2-я ударная армия | -                                 | -          |
| 01.03.1943 года | Ленинградский фронт                                        | 2-я ударная армия | -                                 | -          |
| 01.04.1943 года | Волховский фронт                                           | 2-я ударная армия | -                                 | -          |
| 01.05.1943 года | Ленинградский фронт                                        | 2-я ударная армия | -                                 | -          |
| 01.06.1943 года | Ленинградский фронт                                        | 2-я ударная армия | -                                 | -          |
| 01.07.1943 года | Ленинградский фронт                                        | 2-я ударная армия | -                                 | -          |
| 01.08.1943 года | Ленинградский фронт                                        | 2-я ударная армия | -                                 | -          |
| 01.09.1943 года | Ленинградский фронт                                        | 55-я армия        | -                                 | -          |
| 01.10.1943 года | Ленинградский фронт                                        | 55-я армия        | -                                 | -          |
| 01.11.1943 года | Ленинградский фронт                                        | 55-я армия        | -                                 | -          |
| 01.12.1943 года | Ленинградский фронт                                        | 55-я армия        | -                                 | -          |
| 01.01.1944 года | Ленинградский фронт                                        | 67-я армия        | 116-й стрелковый корпус           | -          |
| 01.02.1944 года | Ленинградский фронт                                        | -                 | 118-й стрелковый корпус           |            |
| 01.03.1944 года | Ленинградский фронт                                        | 42-я армия        | 118-й стрелковый корпус           | -          |
| 01.04.1944 года | Ленинградский фронт                                        | 42-я армия        | 118-й стрелковый корпус           | -          |
| 01.05.1944 года | 3-й Прибалтийский фронт                                    | 42-я армия        | 118-й стрелковый корпус           | -          |
| 01.06.1944 года | 3-й Прибалтийский фронт                                    | 42-я армия        | 118-й стрелковый корпус           | -          |
| 01.07.1944 года | 3-й Прибалтийский фронт                                    | 42-я армия        | 118-й стрелковый корпус           | -          |
| 01.08.1944 года | 3-й Прибалтийский фронт                                    | 67-я армия        | 116-й стрелковый корпус           | -          |
| 01.09.1944 года | 3-й Прибалтийский фронт                                    | 1-я ударная армия | 119-й стрелковый корпус           | -          |
| 01.10.1944 года | 3-й Прибалтийский фронт                                    | 1-я ударная армия | 119-й стрелковый корпус           | -          |
| 01.11.1944 года | 2-й Прибалтийский фронт                                    | 1-я ударная армия | 119-й стрелковый корпус           | -          |
| 01.12.1944 года | 2-й Прибалтийский фронт                                    | 1-я ударная армия | 119-й стрелковый корпус           | -          |
| 01.01.1945 года | 2-й Прибалтийский фронт                                    | 1-я ударная армия | 119-й стрелковый корпус           | -          |
| 01.02.1945 года | 2-й Прибалтийский фронт                                    | 1-я ударная армия | 119-й стрелковый корпус           | -          |
| 01.03.1945 года | 2-й Прибалтийский фронт                                    | 1-я ударная армия | 123-й стрелковый корпус           | -          |
| 01.04.1945 года | Ленинградский фронт (Курляндская группа войск)             | 1-я ударная армия | 123-й стрелковый корпус           | -          |
| 01.05.1945 года | Ленинградский фронт (Курляндская группа войск)             | 1-я ударная армия | 123-й стрелковый корпус           | -          |

## Командование

### Командиры
- Угорич, Дмитрий Иванович (01.09.1941 — 09.04.1942), подполковник;
- Исаков, Георгий Павлович (23.03.1942 — 29.12.1942), подполковник, полковник;
- Аргунов, Николай Емельянович (30.12.1942 — 27.01.1943), генерал-майор;
- Гришин, Михаил Данилович (28.01.1943 — 04.03.1944), генерал-майор;
- Поляков, Николай Антонович (05.03.1944 — 23.12.1944), генерал-майор;
- Павлов, Дмитрий Иванович (28.12.1944 — 14.01.1945), полковник.
- Поляков Николай Антонович (15.01.1945 — ??.05.1946), генерал-майор;

### Заместители командира
…
- Цыганков, Алексей Яковлевич (??.03.1944 — 04.08.1944), полковник.

…

### Начальники штаба
…
- Исаков, Георгий Павлович (.10.1941 — .04.1942), майор, подполковник

…

## Награды и наименования
| Награда (наименование)            | Дата       | За что награждена |
| --------------------------------- | ---------- | --- |
| Почетное наименование «Псковская» | 09.08.1944 | присвоено приказом Верховного Главнокомандующего от 9 августа 1944 года за отличие в боях при освобождении Пскова |
| Орден Красного Знамени            | 21.10.1944 | награждена указом Президиума Верховного Совета СССР от 31 октября 1944 года за образцовое выполнение заданий командования в боях с немецкими захватчиками, за овладение городом Рига и проявленные при этом доблесть и мужество. |

## Память
- Музей в средней общеобразовательной школе № 26, г. Прокопьевска (недоступная ссылка)
- Музей в школе № 454 в Колпинском районе Санкт-Петербурга (недоступная ссылка)
- Музей в школе № 24 в Кемерово
- Музей в школе № 38 в Ленинске-Кузнецком
- Музей в средней общеобразовательной школе № 28 г. Саранска